# Calopotosia
Sous-genre
Calopotosia est un sous-genre d'insectes coléoptères du genre Protaetia. Les espèces du sous-genre sont trouvées en Asie.

## Liste des espèces
- Protaetia descarpentriesi
- Protaetia elegans
- Protaetia inquinata
- Protaetia lewisi
- Protaetia orientalis